# Kakadu nationalpark
Kakadu nationalpark ligger i Arnhem Land, Northern Territory, Australien, ca 171 km öster om Darwin. Nationalparken, som har en areal på 19804 km², grundades 1981 och blev då även upptagen på Unescos världsarvslista.
Namnet Kakadu kommer ifrån namnet på ett aboriginskt flodslättsspråk, vilket talades i norra delen av parken i början på 1900-talet. Språket Gagudju finns inte längre som vardagsspråk men ättlingar till folk som talat språket finns fortfarande i Kakadu.

## Geografi
I Kakadu nationalpark växer huvudsakligen savannskog. Savannklimat råder i trakten. Årsmedeltemperaturen i trakten är 25 °C. Den varmaste månaden är oktober, då medeltemperaturen är 30 °C, och den kallaste är mars, med 24 °C. Genomsnittlig årsnederbörd är 1 704 millimeter. Den regnigaste månaden är januari, med i genomsnitt 435 mm nederbörd, och den torraste är juni, med 1 mm nederbörd.

## Årstider

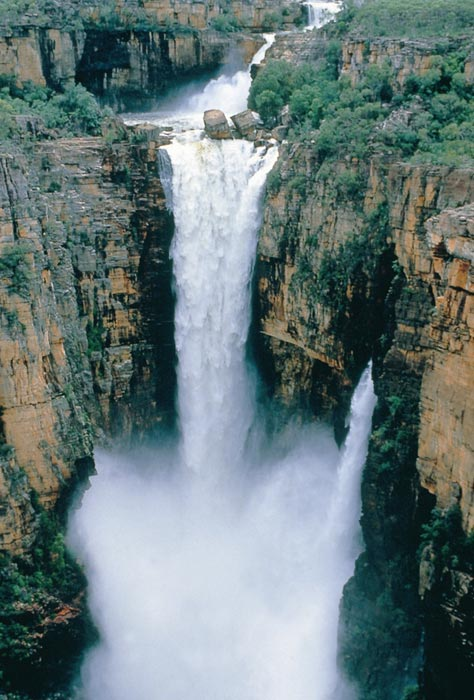
Jim Jim-fallen efter regn i nationalparken

Parken har två årstider, 'våt' och 'torr'. I den våta årstiden (oktober till april) är flera besöksmål omöjliga att nå så den torra årstiden (maj till september) är den tid då parken har flest besökare. Lokala Bininj/Mungguy-aboriginer anser det finnas sex årstider i Kakadu-regionen:
- Gunumeleng - mitten av oktober till december, årstid med förmonsuna stormar med varmt vatten och åskväder som drar in på kvällarna.
- Gudjewg - från januari till mars, årstid med monsuner med åskväder, massivt regnfall och översvämningar, hettan och fuktigheten genererar en explosion av grönska och djurliv.
- Banggerreng - april, årstid då flodvattnet drar sig tillbaka, hårda stormar
- Yegge - från maj till mitten av juni, relativt svalt med låg fuktighet, historiskt är detta den tid då aboriginerna börjar bränna skogar för att rensa landet och förbättra miljön för gräsätande djur.
- Wurrgeng - från mitten av juni till mitten av augusti, säsong med svalt väder och låg fuktighet, de flesta åar slutar flöda och flodslätterna torkar ut
- Gurrung - från mitten av augusti till mitten av oktober, varm och torr väderlek då till och med billabongerna torkar.

## Naturen och kulturen
Besöksmålen inkluderar möjligheten att lära sig om folket, geologin, växter och djur vilket gör Kakadu till en unik och ovärderlig resurs, inte bara för australier utan för hela mänskligheten.
Besökscentret Bowali är rikt på information om Kakadu och Warradjan Aboriginska Kulturcenter presenterar lokalbefolkningens kultur på ett utmärkt sätt, men det är våtmarkerna som ger besökaren den största visuella njutningen. Sötvatten- och saltvattenskrokodilerna sover på bankerna vid Alligatorfloden eller vid det stora antalet billabongerna större delen av dagen, men kan också ses flyta eller simma i vattnet. Fågellivet sträcker sig från den ståtliga fågeln svarthalsad stork till den lustiga "Jesus-fågeln" jassana när den hoppar från lilja till lilja.
När skymningen faller på vid billabongens gula vattnet (Ngurrungurrudjba), cirklar hundratals hägrar omkring, landar och lyfter från halvdränkta träd. Fiskgjusar sitter på termitstackar eller svävar högt, letande efter byten under det stilla vattnet. Billabongerna i Kakadu nationalpark är allt annat än "stagnerade vattenpölar".
Aboriginmålningar kan studeras i överhängen i Nourlangieområdet och det finns vattenfall och dykbassänger i olika delar av parken.
I nationalparken registrerades över 1600 olika växtarter. Savannskogen domineras av eukalyptusträd. Av de 64 registrerade däggdjursarterna är 26 fladdermöss som den sällsynta Macroderma gigas. I havet som gränser mot parken lever dugongen. Året 2006 var 274 olika fågelarter kända som lever i parken, bland annat skatgås, vitbukig fiskörn och regnbågsamadin. Typiska arter bland parkens 128 olika kräldjur är dödsorm, kragagam, oäkta karettsköldpadda och deltakrokodil.